# Luigi Russolo
Luigi Russolo (Portogruaro, 30 d'abril de 1885 - 4 de febrer de 1947) va ser un pintor futurista i compositor italià.
Sol ser considerat com el primer compositor de música experimental noise de la història pels seus “concerts de sorolls” del 1913 i 1914. També és un dels primers filòsofs de la música electrònica.

## Biografia
Al començament de la seva carrera va utilitzar una tècnica divisionista, i els seus temes giraven al voltant de la ciutat i la civilització industrial. Entre les seves obres més significatives destaca “Els llamps” del 1909-10. El 1910 va firmar el Manifest Futurista i va tindre una participació activa en este grup.
Encara que les seves pintures no tinguin un gran impacte, la seva música i els seus instruments per a fer sorolls van contribuir significativament al moviment futurista. A part, va inventar una màquina de soroll anomenada “Intonarumori” o “entonador de sorolls”, que va ser durament criticada en l'època. A més, va exposar els seus principis en el llibre L'Art de la Remor de 1916.

## Intonarumori
Els Intonarumori estaven construïts sobre un paper paral·lelepípede de fusta amb un altaveu de metall o cartró en el seu front. L'intèrpret utilitzava una palanca o un botó polsador elèctric per a emetre el so, també disposava d'una palanca en la part superior per a ajustar el to del soroll. Aquesta última palanca podia ser moguda sobre una escala de tons, semitons i gradacions intermèdies dintre d'un rang de més d'una octava.
Dintre de la caixa, hi havia una roda de fusta o metall (la seva forma o diàmetre variava depenent del model) que feia vibrar a una cadena o a una corda metàl·lica. La tensió de la corda era modificada per mitjà d'una palanca que permitís glissandos o notes específiques. En l'extrem d'aquesta cadena havia un pegat que transmetia les vibracions a l'altaveu.
L'art dels sorolls va classificar vint-i-set tipus diferents d'Intonarumori i dintre d'aquests, els sorolls en sis tipus diferents:
- Rugits, trons, explosions, xiulets, cops, esclats
- Murmuris, parlar fluix, mascullits, gorgoteig
- Crits, grinyols, brunzits, raspats
- Sorolls obtinguts pels cops amb els metalls, fustes, pells, pedres i ceràmica
- Veus d'animals i gent, crits, plors, laments, udols, raneres, sanglots

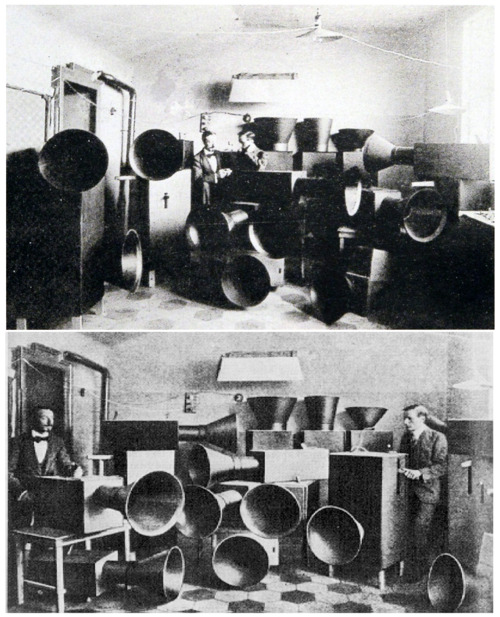
intonarumori, 1913

Desgraciadament, cap dels seus dispositius han sobreviscut en l'actualitat, encara que recentment alguns d'ells han sigut reconstruïts i utilitzats en diferents espectacles. Encara que les obres de Ruossolo s'assemblen poc a la música de soroll moderna, les seves pioneres creacions no poden passar-se per alt, ja que es consideren com una etapa essencial en l'evolució d'aquest gènere.

## Algunes obres
- Risveglio di una città
- Crepitatore
- Ululatore
- Gracidatore
- Gorgogliatore
- Arco enarmonico
- Corale
- Serenata
- L'aviatore dro op.33
- Canzone rumorista[2]